# Klucz Frontowy (Jan)
Klucz Frontowy (Jan) – polska jednostka lotnicza utworzona we Francji w maju 1940 w jako jednostka Polskich Sił Powietrznych.

## Piloci jednostki
- por. Wojciech Januszewicz – dowódca
- ppor. Wiktor Strzembosz